# Pierre Collignon
Pour les articles homonymes, voir Collignon.
Pierre Collignon est un pilote motocycliste français, de vitesse et d'endurance.
Sa carrière en courses, bien que débutée dans les années 1930, lui permet de se forger un palmarès essentiellement durant la fin des années 1940 et la première moitié des années 1950, exclusivement sur Moto Guzzi. Elle s'interrompt en 1955.
Pierre Collignon remporte notamment le Circuit de Tarare en 1948 (250 cm3), le Circuit du Dauphiné en 1949 à Grenoble (250 cm3), le Circuit de Rochefort-sur-Mer en 1952 (250 cm3), le Circuit de Bourg-en-Bresse et les Coupes du Salon en 1953 (250 cm3), et le Circuit de Charleville en 1954 (250 cm3).
Il termine premier français du Grand Prix de France moto 250 cm3 en 1949 (6e au général), et 1954 (7e au général).
À noter sa participation au Tourist Trophy de 1949 sur Moto Guzzi Albatros. Il termine à la 12ème place. Ce résultat pourrait paraître médiocre, mais sachant qu'il est arrivé sur l'île la veille du dernier jour des essais, on en mesure mieux la valeur.
Sa principale victoire est obtenue en 1952, lors du Bol d'or sur l'autodrome de Linas-Montlhéry avec sa Moto-Guzzi 250 cm3 "Albatros". Il bat aussi plusieurs records du monde en catégorie side-cars en 1955 avec Jacquier, Bret et Perrin (13 en tout par les quatre hommes, à Montlhéry avec une Moto Guzzi 250 cm3),.
Son père Auguste était le propriétaire des fonderies fonte Collignon marque AC, établies à Deville et Paris, qui produisaient notamment des carburateurs pour les fabricants français de motocyclettes.